# Montalzat
Montalzat es una comuna francesa situada en el departamento de Tarn y Garona, en la región de Occitania.

## Demografía
| 653 | 684 | 548 | 556 | 521 | 527 | 657 |
| Para los censos de 1962 a 1999 la población legal corresponde a la población sin duplicidades (Fuente: INSEE [Consultar]) |     |     |     |     |     |     |